# Jeanine van Dalen
Jeanine van Dalen (Rotterdam, 18 juni 1986) is een Nederlands ex-voetballer die onder meer uitkwam voor het vrouwenteam van ADO Den Haag.

## Carrière
Van Dalen begon in de jeugd van SSS, de lokale voetbalvereniging in haar woonplaats Klaaswaal. Hierna stapte ze over naar RVVH, waar ze in seizoen 2006/07 doorstroomde naar het eerste elftal. Vanaf seizoen 2007/08 maakt ze deel uit van het elftal van ADO Den Haag dat uitkomt in de Eredivisie voor vrouwen.
In de zomer van 2009 nam Van Dalen deel met het Nederlands elftal aan het EK. In het toernooi waarin Nederland de halve finales bereikte kwam ze echter niet in actie. In seizoen 2011/12 werd Van Dalen kampioen met ADO Den Haag en won ze de KNVB beker. Hierna zette ze een punt achter haar carrière.
1: Geurts ·
2: Bito ·
3: Koster ·
4: Meulen ·
5: Hogewoning ·
6: Hoogendijk ·
7: Kiesel-Griffioen ·
8: Van de Ven ·
9: Melis ·
10: Stevens ·
11: Smit · 12: Brummel · 13: Christ · 14: De Boer · 15: Van den Heiligenberg · 16: Dugardein · 17: Spitse · 18: De Vries · 19: Pieëte · 20: Van Dalen · 21: De Ridder · 22: Van de Sanden · Coach: Pauw